# Winnipeg (björn)
Winnipeg, även kallad Winnie, född 1914 i Ontario, Kanada, död 12 maj 1934 i London, var en svartbjörnshona som levde på London Zoo från 1915 fram till sin död 1934. Winnie var inspirationskällan till den berömda litterära björnen Nalle Puh.

## Biografi
I början av Första världskriget reste kanadensiska armétrupper från Winnipeg i Manitoba med Canadian Pacific Railway till östra Kanada där de skulle ansluta sig till 2nd Canadian Infantry Brigade för att senare resa sig vidare till Europa. När tåget stannade i White River i Ontario köpte löjtnant Harry Colebourne en svartbjörnsunge för 20 dollar av en jägare som hade skjutit björnens mamma. Han döpte björnen till Winnipeg efter sin hemstad och hon följde med brigaden som dess maskot till Storbritannien. Då brigaden gick ut i strid i Frankrike lånade Coulbourne till London Zoo.
Winnie var mycket populär på London Zoo och en av hennes beundrare var Christopher Robin Milne, son till författaren A. A. Milne. Christopher Robin var så förtjust i Winnie att han döpte sin egen teddybjörn efter henne och inspirerade sin far till att skriva boken Winnie-the-Pooh, som gavs ut 1926. Det var först tänkt att Winnie skulle följa med Harry Coulbourne hem tillbaka till Kanada och Assiniboine Park Zoo i Winnipeg men vid Första världskrigets slut beslöt Coulbourne att låta henne stanna vid London Zoo där hon var mycket älskad för sin lekfullhet och milda natur. Winnie avled på London Zoo 1934 vid en ålder av 20 år.
Historien om Winnie återberättades 2004 i filmen A Bear Named Winnie med Michael Fassbender i rollen som Harry Colebourn.

## Galleri

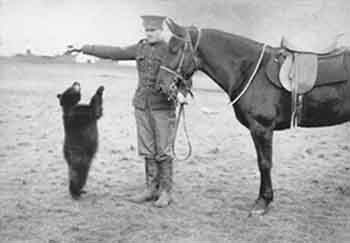
Winnie, Harry Colebourne och en häst.
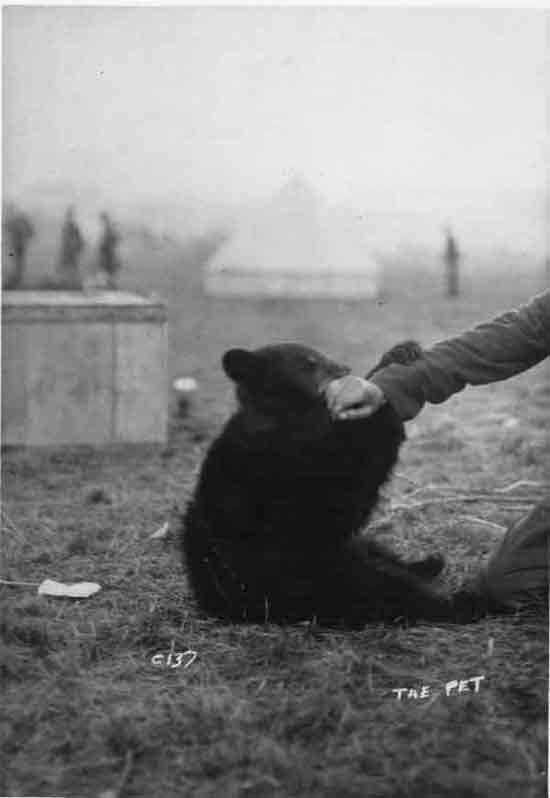
Winnie leker med en arm.
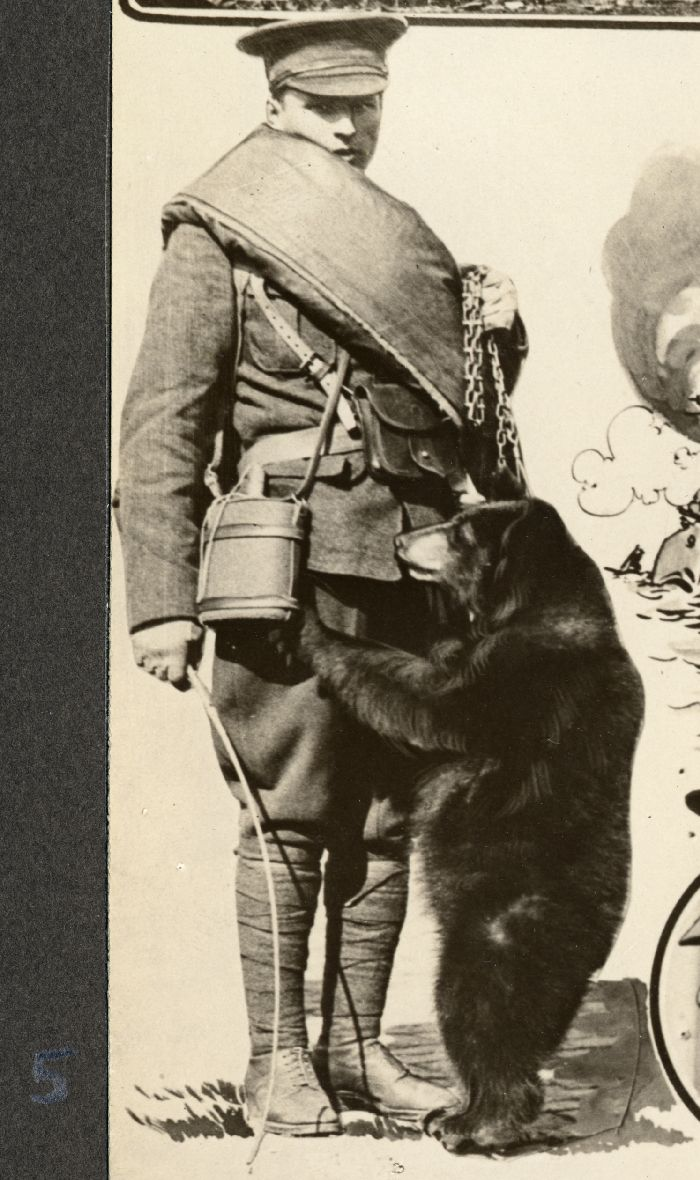
Winnie med en kanadensisk soldat.